# 放課後チルドレン
『放課後チルドレン』（ほうかごちるどれん）は、おおばやしみゆきによる日本の漫画作品。
『ちゃお』（小学館）において、1998年2月号より1999年2月号まで連載された。略称は、放チル、ほかチル。

## あらすじ
高橋みちる（通称・チル）は素直で無邪気な小学5年生。しかしそれは外面であり、本性は子供らしからぬ達者な弁舌と斜に構えた価値観を持つ「コドモでいられない子供」。
そんなある日、チルは見知らぬ大人に偶然地を見られてしまうが、運悪くそれは今度やってくる代理教師の担任となる青島先生だった。青島先生は大人とは思えぬ物言いをする「オトナになれない大人」であり、しかもチルの隣の家に引っ越してきて…。

## 登場人物
高橋 みちる（通称・チル）
主人公。10歳の小学5年生。母子家庭で、母と妹の光との3人暮らし。
働きに出ている母親の代わりに毎日の家事と光の世話をしており、「私は早く大人にならなければいけない」という考えの下日常を送っている。
転校前は上岡龍太郎のように弁の立つ子供だったが、悪口を仕掛けてきた相手を逆に泣かせたことから先生にたしなめられ、大人と子どもに対する態度を使い分けるようになる。平和な学校生活を送るために、クラスのリーダー格には逆らわず勉強やスポーツもそつなくこなすという努力をしながら学校では「子供らしい良い子」を演じている。ストレスが溜まると校舎裏で愚痴を叫ぶ癖がある。
唯一"地"を見せることができる相手で、自宅の隣に引っ越してきた青島先生を次第に好きになり、クラスメイトの松野とライバル関係になる。
青島 正義（青島先生）
チルのクラスの担任が産休に入ったためにやってきた臨時講師。
コネで紹介してもらった仕事であるが故に「先生になりたいと思ったことなんて一度もないし、子どもも好きじゃない」と赴任時の挨拶で堂々と言い切る。しかしよく通る声とテンポのいいしゃべりで、授業は分かりやすく、苦手な分野もないため、生徒には人気。チルとは対照的な「子供のような大人」。
ヘビースモーカーで、校舎裏で煙草を吸っている時にチルの愚痴を偶然聞き、チルの本性を知る。チルの家の隣に住んでいる。
松野 三葉
チルのクラスメイトでリーダー格。通称・松野。成績は良い方だがチルになかなか勝てないことから、チルに対抗意識を持っている。PTA会長の娘。
青島先生の赴任時の挨拶を聞いて、その後徹底的に無視するほど嫌うが、あるきっかけで好きになる。
高橋 光
チルの妹でしっかり者の保育園児。少し体が弱い。チルにとてもなついている。
河合
チルの隣のクラスの男子生徒。演劇部所属。
変わり者で、部活では特に女性役が非常に得意。女子のように可愛らしい顔立ちをしており、密かに人気者。
チルの本性を知る第二の人物となり、それを盾にチルを演劇部へ引き込む。また、チルと友人関係を続けるうちに青島先生への恋心も知ることになる。
まどか先生
チルの学校の教師で青島先生の同僚。美人でグラマー。理事長の娘。
穏やかで優しく、学校では一番人気の教師。しかし青島先生をして「思ってることと言ってることにギャップがある」人物でもある。
青島先生は覚えていないが、実は青島先生の遠い親戚であり、幼い頃の出来事がきっかけで青島先生に恋心を抱いている。
チルの母親
チルと光の母親。夫と離婚して以来、女手一つでチルと光を育てている。
家庭環境が故に厳しく、チルには子供以上の責任を押し付けるところがある。

## 書誌情報
- おおばやしみゆき『放課後チルドレン』小学館〈ちゃおフラワーコミックス〉全3巻
  1. 1998年11月発売[1]、ISBN 4-09-136498-5
  2. 1998年12月発売[2]、ISBN 4-09-136499-3
    - 読切「ふりむけばいつも…」併録。

  3. 1999年3月発売[3]、ISBN 4-09-136500-0
    - 読切「ささやいてエチュード」「すてきなレイディー」併録。